# Атака пішакової меншості
|   | a | b | c | d | e | f | g | h |   |
| 8 | a8 чорна тура · c8 чорний слон · d8 чорний ферзь · e8 чорна тура · f8 чорний кінь · g8 чорний король · b7 чорний пішак · e7 чорний слон · f7 чорний пішак · g7 чорний пішак · h7 чорний пішак · a6 чорний пішак · c6 чорний пішак · f6 чорний кінь · d5 чорний пішак · g5 білий слон · d4 білий пішак · c3 білий кінь · d3 білий слон · e3 білий пішак · f3 білий кінь · a2 білий пішак · b2 білий пішак · c2 білий ферзь · f2 білий пішак · g2 білий пішак · h2 білий пішак · c1 біла тура · f1 біла тура · g1 білий король | a8 чорна тура · c8 чорний слон · d8 чорний ферзь · e8 чорна тура · f8 чорний кінь · g8 чорний король · b7 чорний пішак · e7 чорний слон · f7 чорний пішак · g7 чорний пішак · h7 чорний пішак · a6 чорний пішак · c6 чорний пішак · f6 чорний кінь · d5 чорний пішак · g5 білий слон · d4 білий пішак · c3 білий кінь · d3 білий слон · e3 білий пішак · f3 білий кінь · a2 білий пішак · b2 білий пішак · c2 білий ферзь · f2 білий пішак · g2 білий пішак · h2 білий пішак · c1 біла тура · f1 біла тура · g1 білий король | a8 чорна тура · c8 чорний слон · d8 чорний ферзь · e8 чорна тура · f8 чорний кінь · g8 чорний король · b7 чорний пішак · e7 чорний слон · f7 чорний пішак · g7 чорний пішак · h7 чорний пішак · a6 чорний пішак · c6 чорний пішак · f6 чорний кінь · d5 чорний пішак · g5 білий слон · d4 білий пішак · c3 білий кінь · d3 білий слон · e3 білий пішак · f3 білий кінь · a2 білий пішак · b2 білий пішак · c2 білий ферзь · f2 білий пішак · g2 білий пішак · h2 білий пішак · c1 біла тура · f1 біла тура · g1 білий король | a8 чорна тура · c8 чорний слон · d8 чорний ферзь · e8 чорна тура · f8 чорний кінь · g8 чорний король · b7 чорний пішак · e7 чорний слон · f7 чорний пішак · g7 чорний пішак · h7 чорний пішак · a6 чорний пішак · c6 чорний пішак · f6 чорний кінь · d5 чорний пішак · g5 білий слон · d4 білий пішак · c3 білий кінь · d3 білий слон · e3 білий пішак · f3 білий кінь · a2 білий пішак · b2 білий пішак · c2 білий ферзь · f2 білий пішак · g2 білий пішак · h2 білий пішак · c1 біла тура · f1 біла тура · g1 білий король | a8 чорна тура · c8 чорний слон · d8 чорний ферзь · e8 чорна тура · f8 чорний кінь · g8 чорний король · b7 чорний пішак · e7 чорний слон · f7 чорний пішак · g7 чорний пішак · h7 чорний пішак · a6 чорний пішак · c6 чорний пішак · f6 чорний кінь · d5 чорний пішак · g5 білий слон · d4 білий пішак · c3 білий кінь · d3 білий слон · e3 білий пішак · f3 білий кінь · a2 білий пішак · b2 білий пішак · c2 білий ферзь · f2 білий пішак · g2 білий пішак · h2 білий пішак · c1 біла тура · f1 біла тура · g1 білий король | a8 чорна тура · c8 чорний слон · d8 чорний ферзь · e8 чорна тура · f8 чорний кінь · g8 чорний король · b7 чорний пішак · e7 чорний слон · f7 чорний пішак · g7 чорний пішак · h7 чорний пішак · a6 чорний пішак · c6 чорний пішак · f6 чорний кінь · d5 чорний пішак · g5 білий слон · d4 білий пішак · c3 білий кінь · d3 білий слон · e3 білий пішак · f3 білий кінь · a2 білий пішак · b2 білий пішак · c2 білий ферзь · f2 білий пішак · g2 білий пішак · h2 білий пішак · c1 біла тура · f1 біла тура · g1 білий король | a8 чорна тура · c8 чорний слон · d8 чорний ферзь · e8 чорна тура · f8 чорний кінь · g8 чорний король · b7 чорний пішак · e7 чорний слон · f7 чорний пішак · g7 чорний пішак · h7 чорний пішак · a6 чорний пішак · c6 чорний пішак · f6 чорний кінь · d5 чорний пішак · g5 білий слон · d4 білий пішак · c3 білий кінь · d3 білий слон · e3 білий пішак · f3 білий кінь · a2 білий пішак · b2 білий пішак · c2 білий ферзь · f2 білий пішак · g2 білий пішак · h2 білий пішак · c1 біла тура · f1 біла тура · g1 білий король | a8 чорна тура · c8 чорний слон · d8 чорний ферзь · e8 чорна тура · f8 чорний кінь · g8 чорний король · b7 чорний пішак · e7 чорний слон · f7 чорний пішак · g7 чорний пішак · h7 чорний пішак · a6 чорний пішак · c6 чорний пішак · f6 чорний кінь · d5 чорний пішак · g5 білий слон · d4 білий пішак · c3 білий кінь · d3 білий слон · e3 білий пішак · f3 білий кінь · a2 білий пішак · b2 білий пішак · c2 білий ферзь · f2 білий пішак · g2 білий пішак · h2 білий пішак · c1 біла тура · f1 біла тура · g1 білий король | 8 |
| 7 | a8 чорна тура · c8 чорний слон · d8 чорний ферзь · e8 чорна тура · f8 чорний кінь · g8 чорний король · b7 чорний пішак · e7 чорний слон · f7 чорний пішак · g7 чорний пішак · h7 чорний пішак · a6 чорний пішак · c6 чорний пішак · f6 чорний кінь · d5 чорний пішак · g5 білий слон · d4 білий пішак · c3 білий кінь · d3 білий слон · e3 білий пішак · f3 білий кінь · a2 білий пішак · b2 білий пішак · c2 білий ферзь · f2 білий пішак · g2 білий пішак · h2 білий пішак · c1 біла тура · f1 біла тура · g1 білий король | a8 чорна тура · c8 чорний слон · d8 чорний ферзь · e8 чорна тура · f8 чорний кінь · g8 чорний король · b7 чорний пішак · e7 чорний слон · f7 чорний пішак · g7 чорний пішак · h7 чорний пішак · a6 чорний пішак · c6 чорний пішак · f6 чорний кінь · d5 чорний пішак · g5 білий слон · d4 білий пішак · c3 білий кінь · d3 білий слон · e3 білий пішак · f3 білий кінь · a2 білий пішак · b2 білий пішак · c2 білий ферзь · f2 білий пішак · g2 білий пішак · h2 білий пішак · c1 біла тура · f1 біла тура · g1 білий король | a8 чорна тура · c8 чорний слон · d8 чорний ферзь · e8 чорна тура · f8 чорний кінь · g8 чорний король · b7 чорний пішак · e7 чорний слон · f7 чорний пішак · g7 чорний пішак · h7 чорний пішак · a6 чорний пішак · c6 чорний пішак · f6 чорний кінь · d5 чорний пішак · g5 білий слон · d4 білий пішак · c3 білий кінь · d3 білий слон · e3 білий пішак · f3 білий кінь · a2 білий пішак · b2 білий пішак · c2 білий ферзь · f2 білий пішак · g2 білий пішак · h2 білий пішак · c1 біла тура · f1 біла тура · g1 білий король | a8 чорна тура · c8 чорний слон · d8 чорний ферзь · e8 чорна тура · f8 чорний кінь · g8 чорний король · b7 чорний пішак · e7 чорний слон · f7 чорний пішак · g7 чорний пішак · h7 чорний пішак · a6 чорний пішак · c6 чорний пішак · f6 чорний кінь · d5 чорний пішак · g5 білий слон · d4 білий пішак · c3 білий кінь · d3 білий слон · e3 білий пішак · f3 білий кінь · a2 білий пішак · b2 білий пішак · c2 білий ферзь · f2 білий пішак · g2 білий пішак · h2 білий пішак · c1 біла тура · f1 біла тура · g1 білий король | a8 чорна тура · c8 чорний слон · d8 чорний ферзь · e8 чорна тура · f8 чорний кінь · g8 чорний король · b7 чорний пішак · e7 чорний слон · f7 чорний пішак · g7 чорний пішак · h7 чорний пішак · a6 чорний пішак · c6 чорний пішак · f6 чорний кінь · d5 чорний пішак · g5 білий слон · d4 білий пішак · c3 білий кінь · d3 білий слон · e3 білий пішак · f3 білий кінь · a2 білий пішак · b2 білий пішак · c2 білий ферзь · f2 білий пішак · g2 білий пішак · h2 білий пішак · c1 біла тура · f1 біла тура · g1 білий король | a8 чорна тура · c8 чорний слон · d8 чорний ферзь · e8 чорна тура · f8 чорний кінь · g8 чорний король · b7 чорний пішак · e7 чорний слон · f7 чорний пішак · g7 чорний пішак · h7 чорний пішак · a6 чорний пішак · c6 чорний пішак · f6 чорний кінь · d5 чорний пішак · g5 білий слон · d4 білий пішак · c3 білий кінь · d3 білий слон · e3 білий пішак · f3 білий кінь · a2 білий пішак · b2 білий пішак · c2 білий ферзь · f2 білий пішак · g2 білий пішак · h2 білий пішак · c1 біла тура · f1 біла тура · g1 білий король | a8 чорна тура · c8 чорний слон · d8 чорний ферзь · e8 чорна тура · f8 чорний кінь · g8 чорний король · b7 чорний пішак · e7 чорний слон · f7 чорний пішак · g7 чорний пішак · h7 чорний пішак · a6 чорний пішак · c6 чорний пішак · f6 чорний кінь · d5 чорний пішак · g5 білий слон · d4 білий пішак · c3 білий кінь · d3 білий слон · e3 білий пішак · f3 білий кінь · a2 білий пішак · b2 білий пішак · c2 білий ферзь · f2 білий пішак · g2 білий пішак · h2 білий пішак · c1 біла тура · f1 біла тура · g1 білий король | a8 чорна тура · c8 чорний слон · d8 чорний ферзь · e8 чорна тура · f8 чорний кінь · g8 чорний король · b7 чорний пішак · e7 чорний слон · f7 чорний пішак · g7 чорний пішак · h7 чорний пішак · a6 чорний пішак · c6 чорний пішак · f6 чорний кінь · d5 чорний пішак · g5 білий слон · d4 білий пішак · c3 білий кінь · d3 білий слон · e3 білий пішак · f3 білий кінь · a2 білий пішак · b2 білий пішак · c2 білий ферзь · f2 білий пішак · g2 білий пішак · h2 білий пішак · c1 біла тура · f1 біла тура · g1 білий король | 7 |
| 6 | a8 чорна тура · c8 чорний слон · d8 чорний ферзь · e8 чорна тура · f8 чорний кінь · g8 чорний король · b7 чорний пішак · e7 чорний слон · f7 чорний пішак · g7 чорний пішак · h7 чорний пішак · a6 чорний пішак · c6 чорний пішак · f6 чорний кінь · d5 чорний пішак · g5 білий слон · d4 білий пішак · c3 білий кінь · d3 білий слон · e3 білий пішак · f3 білий кінь · a2 білий пішак · b2 білий пішак · c2 білий ферзь · f2 білий пішак · g2 білий пішак · h2 білий пішак · c1 біла тура · f1 біла тура · g1 білий король | a8 чорна тура · c8 чорний слон · d8 чорний ферзь · e8 чорна тура · f8 чорний кінь · g8 чорний король · b7 чорний пішак · e7 чорний слон · f7 чорний пішак · g7 чорний пішак · h7 чорний пішак · a6 чорний пішак · c6 чорний пішак · f6 чорний кінь · d5 чорний пішак · g5 білий слон · d4 білий пішак · c3 білий кінь · d3 білий слон · e3 білий пішак · f3 білий кінь · a2 білий пішак · b2 білий пішак · c2 білий ферзь · f2 білий пішак · g2 білий пішак · h2 білий пішак · c1 біла тура · f1 біла тура · g1 білий король | a8 чорна тура · c8 чорний слон · d8 чорний ферзь · e8 чорна тура · f8 чорний кінь · g8 чорний король · b7 чорний пішак · e7 чорний слон · f7 чорний пішак · g7 чорний пішак · h7 чорний пішак · a6 чорний пішак · c6 чорний пішак · f6 чорний кінь · d5 чорний пішак · g5 білий слон · d4 білий пішак · c3 білий кінь · d3 білий слон · e3 білий пішак · f3 білий кінь · a2 білий пішак · b2 білий пішак · c2 білий ферзь · f2 білий пішак · g2 білий пішак · h2 білий пішак · c1 біла тура · f1 біла тура · g1 білий король | a8 чорна тура · c8 чорний слон · d8 чорний ферзь · e8 чорна тура · f8 чорний кінь · g8 чорний король · b7 чорний пішак · e7 чорний слон · f7 чорний пішак · g7 чорний пішак · h7 чорний пішак · a6 чорний пішак · c6 чорний пішак · f6 чорний кінь · d5 чорний пішак · g5 білий слон · d4 білий пішак · c3 білий кінь · d3 білий слон · e3 білий пішак · f3 білий кінь · a2 білий пішак · b2 білий пішак · c2 білий ферзь · f2 білий пішак · g2 білий пішак · h2 білий пішак · c1 біла тура · f1 біла тура · g1 білий король | a8 чорна тура · c8 чорний слон · d8 чорний ферзь · e8 чорна тура · f8 чорний кінь · g8 чорний король · b7 чорний пішак · e7 чорний слон · f7 чорний пішак · g7 чорний пішак · h7 чорний пішак · a6 чорний пішак · c6 чорний пішак · f6 чорний кінь · d5 чорний пішак · g5 білий слон · d4 білий пішак · c3 білий кінь · d3 білий слон · e3 білий пішак · f3 білий кінь · a2 білий пішак · b2 білий пішак · c2 білий ферзь · f2 білий пішак · g2 білий пішак · h2 білий пішак · c1 біла тура · f1 біла тура · g1 білий король | a8 чорна тура · c8 чорний слон · d8 чорний ферзь · e8 чорна тура · f8 чорний кінь · g8 чорний король · b7 чорний пішак · e7 чорний слон · f7 чорний пішак · g7 чорний пішак · h7 чорний пішак · a6 чорний пішак · c6 чорний пішак · f6 чорний кінь · d5 чорний пішак · g5 білий слон · d4 білий пішак · c3 білий кінь · d3 білий слон · e3 білий пішак · f3 білий кінь · a2 білий пішак · b2 білий пішак · c2 білий ферзь · f2 білий пішак · g2 білий пішак · h2 білий пішак · c1 біла тура · f1 біла тура · g1 білий король | a8 чорна тура · c8 чорний слон · d8 чорний ферзь · e8 чорна тура · f8 чорний кінь · g8 чорний король · b7 чорний пішак · e7 чорний слон · f7 чорний пішак · g7 чорний пішак · h7 чорний пішак · a6 чорний пішак · c6 чорний пішак · f6 чорний кінь · d5 чорний пішак · g5 білий слон · d4 білий пішак · c3 білий кінь · d3 білий слон · e3 білий пішак · f3 білий кінь · a2 білий пішак · b2 білий пішак · c2 білий ферзь · f2 білий пішак · g2 білий пішак · h2 білий пішак · c1 біла тура · f1 біла тура · g1 білий король | a8 чорна тура · c8 чорний слон · d8 чорний ферзь · e8 чорна тура · f8 чорний кінь · g8 чорний король · b7 чорний пішак · e7 чорний слон · f7 чорний пішак · g7 чорний пішак · h7 чорний пішак · a6 чорний пішак · c6 чорний пішак · f6 чорний кінь · d5 чорний пішак · g5 білий слон · d4 білий пішак · c3 білий кінь · d3 білий слон · e3 білий пішак · f3 білий кінь · a2 білий пішак · b2 білий пішак · c2 білий ферзь · f2 білий пішак · g2 білий пішак · h2 білий пішак · c1 біла тура · f1 біла тура · g1 білий король | 6 |
| 5 | a8 чорна тура · c8 чорний слон · d8 чорний ферзь · e8 чорна тура · f8 чорний кінь · g8 чорний король · b7 чорний пішак · e7 чорний слон · f7 чорний пішак · g7 чорний пішак · h7 чорний пішак · a6 чорний пішак · c6 чорний пішак · f6 чорний кінь · d5 чорний пішак · g5 білий слон · d4 білий пішак · c3 білий кінь · d3 білий слон · e3 білий пішак · f3 білий кінь · a2 білий пішак · b2 білий пішак · c2 білий ферзь · f2 білий пішак · g2 білий пішак · h2 білий пішак · c1 біла тура · f1 біла тура · g1 білий король | a8 чорна тура · c8 чорний слон · d8 чорний ферзь · e8 чорна тура · f8 чорний кінь · g8 чорний король · b7 чорний пішак · e7 чорний слон · f7 чорний пішак · g7 чорний пішак · h7 чорний пішак · a6 чорний пішак · c6 чорний пішак · f6 чорний кінь · d5 чорний пішак · g5 білий слон · d4 білий пішак · c3 білий кінь · d3 білий слон · e3 білий пішак · f3 білий кінь · a2 білий пішак · b2 білий пішак · c2 білий ферзь · f2 білий пішак · g2 білий пішак · h2 білий пішак · c1 біла тура · f1 біла тура · g1 білий король | a8 чорна тура · c8 чорний слон · d8 чорний ферзь · e8 чорна тура · f8 чорний кінь · g8 чорний король · b7 чорний пішак · e7 чорний слон · f7 чорний пішак · g7 чорний пішак · h7 чорний пішак · a6 чорний пішак · c6 чорний пішак · f6 чорний кінь · d5 чорний пішак · g5 білий слон · d4 білий пішак · c3 білий кінь · d3 білий слон · e3 білий пішак · f3 білий кінь · a2 білий пішак · b2 білий пішак · c2 білий ферзь · f2 білий пішак · g2 білий пішак · h2 білий пішак · c1 біла тура · f1 біла тура · g1 білий король | a8 чорна тура · c8 чорний слон · d8 чорний ферзь · e8 чорна тура · f8 чорний кінь · g8 чорний король · b7 чорний пішак · e7 чорний слон · f7 чорний пішак · g7 чорний пішак · h7 чорний пішак · a6 чорний пішак · c6 чорний пішак · f6 чорний кінь · d5 чорний пішак · g5 білий слон · d4 білий пішак · c3 білий кінь · d3 білий слон · e3 білий пішак · f3 білий кінь · a2 білий пішак · b2 білий пішак · c2 білий ферзь · f2 білий пішак · g2 білий пішак · h2 білий пішак · c1 біла тура · f1 біла тура · g1 білий король | a8 чорна тура · c8 чорний слон · d8 чорний ферзь · e8 чорна тура · f8 чорний кінь · g8 чорний король · b7 чорний пішак · e7 чорний слон · f7 чорний пішак · g7 чорний пішак · h7 чорний пішак · a6 чорний пішак · c6 чорний пішак · f6 чорний кінь · d5 чорний пішак · g5 білий слон · d4 білий пішак · c3 білий кінь · d3 білий слон · e3 білий пішак · f3 білий кінь · a2 білий пішак · b2 білий пішак · c2 білий ферзь · f2 білий пішак · g2 білий пішак · h2 білий пішак · c1 біла тура · f1 біла тура · g1 білий король | a8 чорна тура · c8 чорний слон · d8 чорний ферзь · e8 чорна тура · f8 чорний кінь · g8 чорний король · b7 чорний пішак · e7 чорний слон · f7 чорний пішак · g7 чорний пішак · h7 чорний пішак · a6 чорний пішак · c6 чорний пішак · f6 чорний кінь · d5 чорний пішак · g5 білий слон · d4 білий пішак · c3 білий кінь · d3 білий слон · e3 білий пішак · f3 білий кінь · a2 білий пішак · b2 білий пішак · c2 білий ферзь · f2 білий пішак · g2 білий пішак · h2 білий пішак · c1 біла тура · f1 біла тура · g1 білий король | a8 чорна тура · c8 чорний слон · d8 чорний ферзь · e8 чорна тура · f8 чорний кінь · g8 чорний король · b7 чорний пішак · e7 чорний слон · f7 чорний пішак · g7 чорний пішак · h7 чорний пішак · a6 чорний пішак · c6 чорний пішак · f6 чорний кінь · d5 чорний пішак · g5 білий слон · d4 білий пішак · c3 білий кінь · d3 білий слон · e3 білий пішак · f3 білий кінь · a2 білий пішак · b2 білий пішак · c2 білий ферзь · f2 білий пішак · g2 білий пішак · h2 білий пішак · c1 біла тура · f1 біла тура · g1 білий король | a8 чорна тура · c8 чорний слон · d8 чорний ферзь · e8 чорна тура · f8 чорний кінь · g8 чорний король · b7 чорний пішак · e7 чорний слон · f7 чорний пішак · g7 чорний пішак · h7 чорний пішак · a6 чорний пішак · c6 чорний пішак · f6 чорний кінь · d5 чорний пішак · g5 білий слон · d4 білий пішак · c3 білий кінь · d3 білий слон · e3 білий пішак · f3 білий кінь · a2 білий пішак · b2 білий пішак · c2 білий ферзь · f2 білий пішак · g2 білий пішак · h2 білий пішак · c1 біла тура · f1 біла тура · g1 білий король | 5 |
| 4 | a8 чорна тура · c8 чорний слон · d8 чорний ферзь · e8 чорна тура · f8 чорний кінь · g8 чорний король · b7 чорний пішак · e7 чорний слон · f7 чорний пішак · g7 чорний пішак · h7 чорний пішак · a6 чорний пішак · c6 чорний пішак · f6 чорний кінь · d5 чорний пішак · g5 білий слон · d4 білий пішак · c3 білий кінь · d3 білий слон · e3 білий пішак · f3 білий кінь · a2 білий пішак · b2 білий пішак · c2 білий ферзь · f2 білий пішак · g2 білий пішак · h2 білий пішак · c1 біла тура · f1 біла тура · g1 білий король | a8 чорна тура · c8 чорний слон · d8 чорний ферзь · e8 чорна тура · f8 чорний кінь · g8 чорний король · b7 чорний пішак · e7 чорний слон · f7 чорний пішак · g7 чорний пішак · h7 чорний пішак · a6 чорний пішак · c6 чорний пішак · f6 чорний кінь · d5 чорний пішак · g5 білий слон · d4 білий пішак · c3 білий кінь · d3 білий слон · e3 білий пішак · f3 білий кінь · a2 білий пішак · b2 білий пішак · c2 білий ферзь · f2 білий пішак · g2 білий пішак · h2 білий пішак · c1 біла тура · f1 біла тура · g1 білий король | a8 чорна тура · c8 чорний слон · d8 чорний ферзь · e8 чорна тура · f8 чорний кінь · g8 чорний король · b7 чорний пішак · e7 чорний слон · f7 чорний пішак · g7 чорний пішак · h7 чорний пішак · a6 чорний пішак · c6 чорний пішак · f6 чорний кінь · d5 чорний пішак · g5 білий слон · d4 білий пішак · c3 білий кінь · d3 білий слон · e3 білий пішак · f3 білий кінь · a2 білий пішак · b2 білий пішак · c2 білий ферзь · f2 білий пішак · g2 білий пішак · h2 білий пішак · c1 біла тура · f1 біла тура · g1 білий король | a8 чорна тура · c8 чорний слон · d8 чорний ферзь · e8 чорна тура · f8 чорний кінь · g8 чорний король · b7 чорний пішак · e7 чорний слон · f7 чорний пішак · g7 чорний пішак · h7 чорний пішак · a6 чорний пішак · c6 чорний пішак · f6 чорний кінь · d5 чорний пішак · g5 білий слон · d4 білий пішак · c3 білий кінь · d3 білий слон · e3 білий пішак · f3 білий кінь · a2 білий пішак · b2 білий пішак · c2 білий ферзь · f2 білий пішак · g2 білий пішак · h2 білий пішак · c1 біла тура · f1 біла тура · g1 білий король | a8 чорна тура · c8 чорний слон · d8 чорний ферзь · e8 чорна тура · f8 чорний кінь · g8 чорний король · b7 чорний пішак · e7 чорний слон · f7 чорний пішак · g7 чорний пішак · h7 чорний пішак · a6 чорний пішак · c6 чорний пішак · f6 чорний кінь · d5 чорний пішак · g5 білий слон · d4 білий пішак · c3 білий кінь · d3 білий слон · e3 білий пішак · f3 білий кінь · a2 білий пішак · b2 білий пішак · c2 білий ферзь · f2 білий пішак · g2 білий пішак · h2 білий пішак · c1 біла тура · f1 біла тура · g1 білий король | a8 чорна тура · c8 чорний слон · d8 чорний ферзь · e8 чорна тура · f8 чорний кінь · g8 чорний король · b7 чорний пішак · e7 чорний слон · f7 чорний пішак · g7 чорний пішак · h7 чорний пішак · a6 чорний пішак · c6 чорний пішак · f6 чорний кінь · d5 чорний пішак · g5 білий слон · d4 білий пішак · c3 білий кінь · d3 білий слон · e3 білий пішак · f3 білий кінь · a2 білий пішак · b2 білий пішак · c2 білий ферзь · f2 білий пішак · g2 білий пішак · h2 білий пішак · c1 біла тура · f1 біла тура · g1 білий король | a8 чорна тура · c8 чорний слон · d8 чорний ферзь · e8 чорна тура · f8 чорний кінь · g8 чорний король · b7 чорний пішак · e7 чорний слон · f7 чорний пішак · g7 чорний пішак · h7 чорний пішак · a6 чорний пішак · c6 чорний пішак · f6 чорний кінь · d5 чорний пішак · g5 білий слон · d4 білий пішак · c3 білий кінь · d3 білий слон · e3 білий пішак · f3 білий кінь · a2 білий пішак · b2 білий пішак · c2 білий ферзь · f2 білий пішак · g2 білий пішак · h2 білий пішак · c1 біла тура · f1 біла тура · g1 білий король | a8 чорна тура · c8 чорний слон · d8 чорний ферзь · e8 чорна тура · f8 чорний кінь · g8 чорний король · b7 чорний пішак · e7 чорний слон · f7 чорний пішак · g7 чорний пішак · h7 чорний пішак · a6 чорний пішак · c6 чорний пішак · f6 чорний кінь · d5 чорний пішак · g5 білий слон · d4 білий пішак · c3 білий кінь · d3 білий слон · e3 білий пішак · f3 білий кінь · a2 білий пішак · b2 білий пішак · c2 білий ферзь · f2 білий пішак · g2 білий пішак · h2 білий пішак · c1 біла тура · f1 біла тура · g1 білий король | 4 |
| 3 | a8 чорна тура · c8 чорний слон · d8 чорний ферзь · e8 чорна тура · f8 чорний кінь · g8 чорний король · b7 чорний пішак · e7 чорний слон · f7 чорний пішак · g7 чорний пішак · h7 чорний пішак · a6 чорний пішак · c6 чорний пішак · f6 чорний кінь · d5 чорний пішак · g5 білий слон · d4 білий пішак · c3 білий кінь · d3 білий слон · e3 білий пішак · f3 білий кінь · a2 білий пішак · b2 білий пішак · c2 білий ферзь · f2 білий пішак · g2 білий пішак · h2 білий пішак · c1 біла тура · f1 біла тура · g1 білий король | a8 чорна тура · c8 чорний слон · d8 чорний ферзь · e8 чорна тура · f8 чорний кінь · g8 чорний король · b7 чорний пішак · e7 чорний слон · f7 чорний пішак · g7 чорний пішак · h7 чорний пішак · a6 чорний пішак · c6 чорний пішак · f6 чорний кінь · d5 чорний пішак · g5 білий слон · d4 білий пішак · c3 білий кінь · d3 білий слон · e3 білий пішак · f3 білий кінь · a2 білий пішак · b2 білий пішак · c2 білий ферзь · f2 білий пішак · g2 білий пішак · h2 білий пішак · c1 біла тура · f1 біла тура · g1 білий король | a8 чорна тура · c8 чорний слон · d8 чорний ферзь · e8 чорна тура · f8 чорний кінь · g8 чорний король · b7 чорний пішак · e7 чорний слон · f7 чорний пішак · g7 чорний пішак · h7 чорний пішак · a6 чорний пішак · c6 чорний пішак · f6 чорний кінь · d5 чорний пішак · g5 білий слон · d4 білий пішак · c3 білий кінь · d3 білий слон · e3 білий пішак · f3 білий кінь · a2 білий пішак · b2 білий пішак · c2 білий ферзь · f2 білий пішак · g2 білий пішак · h2 білий пішак · c1 біла тура · f1 біла тура · g1 білий король | a8 чорна тура · c8 чорний слон · d8 чорний ферзь · e8 чорна тура · f8 чорний кінь · g8 чорний король · b7 чорний пішак · e7 чорний слон · f7 чорний пішак · g7 чорний пішак · h7 чорний пішак · a6 чорний пішак · c6 чорний пішак · f6 чорний кінь · d5 чорний пішак · g5 білий слон · d4 білий пішак · c3 білий кінь · d3 білий слон · e3 білий пішак · f3 білий кінь · a2 білий пішак · b2 білий пішак · c2 білий ферзь · f2 білий пішак · g2 білий пішак · h2 білий пішак · c1 біла тура · f1 біла тура · g1 білий король | a8 чорна тура · c8 чорний слон · d8 чорний ферзь · e8 чорна тура · f8 чорний кінь · g8 чорний король · b7 чорний пішак · e7 чорний слон · f7 чорний пішак · g7 чорний пішак · h7 чорний пішак · a6 чорний пішак · c6 чорний пішак · f6 чорний кінь · d5 чорний пішак · g5 білий слон · d4 білий пішак · c3 білий кінь · d3 білий слон · e3 білий пішак · f3 білий кінь · a2 білий пішак · b2 білий пішак · c2 білий ферзь · f2 білий пішак · g2 білий пішак · h2 білий пішак · c1 біла тура · f1 біла тура · g1 білий король | a8 чорна тура · c8 чорний слон · d8 чорний ферзь · e8 чорна тура · f8 чорний кінь · g8 чорний король · b7 чорний пішак · e7 чорний слон · f7 чорний пішак · g7 чорний пішак · h7 чорний пішак · a6 чорний пішак · c6 чорний пішак · f6 чорний кінь · d5 чорний пішак · g5 білий слон · d4 білий пішак · c3 білий кінь · d3 білий слон · e3 білий пішак · f3 білий кінь · a2 білий пішак · b2 білий пішак · c2 білий ферзь · f2 білий пішак · g2 білий пішак · h2 білий пішак · c1 біла тура · f1 біла тура · g1 білий король | a8 чорна тура · c8 чорний слон · d8 чорний ферзь · e8 чорна тура · f8 чорний кінь · g8 чорний король · b7 чорний пішак · e7 чорний слон · f7 чорний пішак · g7 чорний пішак · h7 чорний пішак · a6 чорний пішак · c6 чорний пішак · f6 чорний кінь · d5 чорний пішак · g5 білий слон · d4 білий пішак · c3 білий кінь · d3 білий слон · e3 білий пішак · f3 білий кінь · a2 білий пішак · b2 білий пішак · c2 білий ферзь · f2 білий пішак · g2 білий пішак · h2 білий пішак · c1 біла тура · f1 біла тура · g1 білий король | a8 чорна тура · c8 чорний слон · d8 чорний ферзь · e8 чорна тура · f8 чорний кінь · g8 чорний король · b7 чорний пішак · e7 чорний слон · f7 чорний пішак · g7 чорний пішак · h7 чорний пішак · a6 чорний пішак · c6 чорний пішак · f6 чорний кінь · d5 чорний пішак · g5 білий слон · d4 білий пішак · c3 білий кінь · d3 білий слон · e3 білий пішак · f3 білий кінь · a2 білий пішак · b2 білий пішак · c2 білий ферзь · f2 білий пішак · g2 білий пішак · h2 білий пішак · c1 біла тура · f1 біла тура · g1 білий король | 3 |
| 2 | a8 чорна тура · c8 чорний слон · d8 чорний ферзь · e8 чорна тура · f8 чорний кінь · g8 чорний король · b7 чорний пішак · e7 чорний слон · f7 чорний пішак · g7 чорний пішак · h7 чорний пішак · a6 чорний пішак · c6 чорний пішак · f6 чорний кінь · d5 чорний пішак · g5 білий слон · d4 білий пішак · c3 білий кінь · d3 білий слон · e3 білий пішак · f3 білий кінь · a2 білий пішак · b2 білий пішак · c2 білий ферзь · f2 білий пішак · g2 білий пішак · h2 білий пішак · c1 біла тура · f1 біла тура · g1 білий король | a8 чорна тура · c8 чорний слон · d8 чорний ферзь · e8 чорна тура · f8 чорний кінь · g8 чорний король · b7 чорний пішак · e7 чорний слон · f7 чорний пішак · g7 чорний пішак · h7 чорний пішак · a6 чорний пішак · c6 чорний пішак · f6 чорний кінь · d5 чорний пішак · g5 білий слон · d4 білий пішак · c3 білий кінь · d3 білий слон · e3 білий пішак · f3 білий кінь · a2 білий пішак · b2 білий пішак · c2 білий ферзь · f2 білий пішак · g2 білий пішак · h2 білий пішак · c1 біла тура · f1 біла тура · g1 білий король | a8 чорна тура · c8 чорний слон · d8 чорний ферзь · e8 чорна тура · f8 чорний кінь · g8 чорний король · b7 чорний пішак · e7 чорний слон · f7 чорний пішак · g7 чорний пішак · h7 чорний пішак · a6 чорний пішак · c6 чорний пішак · f6 чорний кінь · d5 чорний пішак · g5 білий слон · d4 білий пішак · c3 білий кінь · d3 білий слон · e3 білий пішак · f3 білий кінь · a2 білий пішак · b2 білий пішак · c2 білий ферзь · f2 білий пішак · g2 білий пішак · h2 білий пішак · c1 біла тура · f1 біла тура · g1 білий король | a8 чорна тура · c8 чорний слон · d8 чорний ферзь · e8 чорна тура · f8 чорний кінь · g8 чорний король · b7 чорний пішак · e7 чорний слон · f7 чорний пішак · g7 чорний пішак · h7 чорний пішак · a6 чорний пішак · c6 чорний пішак · f6 чорний кінь · d5 чорний пішак · g5 білий слон · d4 білий пішак · c3 білий кінь · d3 білий слон · e3 білий пішак · f3 білий кінь · a2 білий пішак · b2 білий пішак · c2 білий ферзь · f2 білий пішак · g2 білий пішак · h2 білий пішак · c1 біла тура · f1 біла тура · g1 білий король | a8 чорна тура · c8 чорний слон · d8 чорний ферзь · e8 чорна тура · f8 чорний кінь · g8 чорний король · b7 чорний пішак · e7 чорний слон · f7 чорний пішак · g7 чорний пішак · h7 чорний пішак · a6 чорний пішак · c6 чорний пішак · f6 чорний кінь · d5 чорний пішак · g5 білий слон · d4 білий пішак · c3 білий кінь · d3 білий слон · e3 білий пішак · f3 білий кінь · a2 білий пішак · b2 білий пішак · c2 білий ферзь · f2 білий пішак · g2 білий пішак · h2 білий пішак · c1 біла тура · f1 біла тура · g1 білий король | a8 чорна тура · c8 чорний слон · d8 чорний ферзь · e8 чорна тура · f8 чорний кінь · g8 чорний король · b7 чорний пішак · e7 чорний слон · f7 чорний пішак · g7 чорний пішак · h7 чорний пішак · a6 чорний пішак · c6 чорний пішак · f6 чорний кінь · d5 чорний пішак · g5 білий слон · d4 білий пішак · c3 білий кінь · d3 білий слон · e3 білий пішак · f3 білий кінь · a2 білий пішак · b2 білий пішак · c2 білий ферзь · f2 білий пішак · g2 білий пішак · h2 білий пішак · c1 біла тура · f1 біла тура · g1 білий король | a8 чорна тура · c8 чорний слон · d8 чорний ферзь · e8 чорна тура · f8 чорний кінь · g8 чорний король · b7 чорний пішак · e7 чорний слон · f7 чорний пішак · g7 чорний пішак · h7 чорний пішак · a6 чорний пішак · c6 чорний пішак · f6 чорний кінь · d5 чорний пішак · g5 білий слон · d4 білий пішак · c3 білий кінь · d3 білий слон · e3 білий пішак · f3 білий кінь · a2 білий пішак · b2 білий пішак · c2 білий ферзь · f2 білий пішак · g2 білий пішак · h2 білий пішак · c1 біла тура · f1 біла тура · g1 білий король | a8 чорна тура · c8 чорний слон · d8 чорний ферзь · e8 чорна тура · f8 чорний кінь · g8 чорний король · b7 чорний пішак · e7 чорний слон · f7 чорний пішак · g7 чорний пішак · h7 чорний пішак · a6 чорний пішак · c6 чорний пішак · f6 чорний кінь · d5 чорний пішак · g5 білий слон · d4 білий пішак · c3 білий кінь · d3 білий слон · e3 білий пішак · f3 білий кінь · a2 білий пішак · b2 білий пішак · c2 білий ферзь · f2 білий пішак · g2 білий пішак · h2 білий пішак · c1 біла тура · f1 біла тура · g1 білий король | 2 |
| 1 | a8 чорна тура · c8 чорний слон · d8 чорний ферзь · e8 чорна тура · f8 чорний кінь · g8 чорний король · b7 чорний пішак · e7 чорний слон · f7 чорний пішак · g7 чорний пішак · h7 чорний пішак · a6 чорний пішак · c6 чорний пішак · f6 чорний кінь · d5 чорний пішак · g5 білий слон · d4 білий пішак · c3 білий кінь · d3 білий слон · e3 білий пішак · f3 білий кінь · a2 білий пішак · b2 білий пішак · c2 білий ферзь · f2 білий пішак · g2 білий пішак · h2 білий пішак · c1 біла тура · f1 біла тура · g1 білий король | a8 чорна тура · c8 чорний слон · d8 чорний ферзь · e8 чорна тура · f8 чорний кінь · g8 чорний король · b7 чорний пішак · e7 чорний слон · f7 чорний пішак · g7 чорний пішак · h7 чорний пішак · a6 чорний пішак · c6 чорний пішак · f6 чорний кінь · d5 чорний пішак · g5 білий слон · d4 білий пішак · c3 білий кінь · d3 білий слон · e3 білий пішак · f3 білий кінь · a2 білий пішак · b2 білий пішак · c2 білий ферзь · f2 білий пішак · g2 білий пішак · h2 білий пішак · c1 біла тура · f1 біла тура · g1 білий король | a8 чорна тура · c8 чорний слон · d8 чорний ферзь · e8 чорна тура · f8 чорний кінь · g8 чорний король · b7 чорний пішак · e7 чорний слон · f7 чорний пішак · g7 чорний пішак · h7 чорний пішак · a6 чорний пішак · c6 чорний пішак · f6 чорний кінь · d5 чорний пішак · g5 білий слон · d4 білий пішак · c3 білий кінь · d3 білий слон · e3 білий пішак · f3 білий кінь · a2 білий пішак · b2 білий пішак · c2 білий ферзь · f2 білий пішак · g2 білий пішак · h2 білий пішак · c1 біла тура · f1 біла тура · g1 білий король | a8 чорна тура · c8 чорний слон · d8 чорний ферзь · e8 чорна тура · f8 чорний кінь · g8 чорний король · b7 чорний пішак · e7 чорний слон · f7 чорний пішак · g7 чорний пішак · h7 чорний пішак · a6 чорний пішак · c6 чорний пішак · f6 чорний кінь · d5 чорний пішак · g5 білий слон · d4 білий пішак · c3 білий кінь · d3 білий слон · e3 білий пішак · f3 білий кінь · a2 білий пішак · b2 білий пішак · c2 білий ферзь · f2 білий пішак · g2 білий пішак · h2 білий пішак · c1 біла тура · f1 біла тура · g1 білий король | a8 чорна тура · c8 чорний слон · d8 чорний ферзь · e8 чорна тура · f8 чорний кінь · g8 чорний король · b7 чорний пішак · e7 чорний слон · f7 чорний пішак · g7 чорний пішак · h7 чорний пішак · a6 чорний пішак · c6 чорний пішак · f6 чорний кінь · d5 чорний пішак · g5 білий слон · d4 білий пішак · c3 білий кінь · d3 білий слон · e3 білий пішак · f3 білий кінь · a2 білий пішак · b2 білий пішак · c2 білий ферзь · f2 білий пішак · g2 білий пішак · h2 білий пішак · c1 біла тура · f1 біла тура · g1 білий король | a8 чорна тура · c8 чорний слон · d8 чорний ферзь · e8 чорна тура · f8 чорний кінь · g8 чорний король · b7 чорний пішак · e7 чорний слон · f7 чорний пішак · g7 чорний пішак · h7 чорний пішак · a6 чорний пішак · c6 чорний пішак · f6 чорний кінь · d5 чорний пішак · g5 білий слон · d4 білий пішак · c3 білий кінь · d3 білий слон · e3 білий пішак · f3 білий кінь · a2 білий пішак · b2 білий пішак · c2 білий ферзь · f2 білий пішак · g2 білий пішак · h2 білий пішак · c1 біла тура · f1 біла тура · g1 білий король | a8 чорна тура · c8 чорний слон · d8 чорний ферзь · e8 чорна тура · f8 чорний кінь · g8 чорний король · b7 чорний пішак · e7 чорний слон · f7 чорний пішак · g7 чорний пішак · h7 чорний пішак · a6 чорний пішак · c6 чорний пішак · f6 чорний кінь · d5 чорний пішак · g5 білий слон · d4 білий пішак · c3 білий кінь · d3 білий слон · e3 білий пішак · f3 білий кінь · a2 білий пішак · b2 білий пішак · c2 білий ферзь · f2 білий пішак · g2 білий пішак · h2 білий пішак · c1 біла тура · f1 біла тура · g1 білий король | a8 чорна тура · c8 чорний слон · d8 чорний ферзь · e8 чорна тура · f8 чорний кінь · g8 чорний король · b7 чорний пішак · e7 чорний слон · f7 чорний пішак · g7 чорний пішак · h7 чорний пішак · a6 чорний пішак · c6 чорний пішак · f6 чорний кінь · d5 чорний пішак · g5 білий слон · d4 білий пішак · c3 білий кінь · d3 білий слон · e3 білий пішак · f3 білий кінь · a2 білий пішак · b2 білий пішак · c2 білий ферзь · f2 білий пішак · g2 білий пішак · h2 білий пішак · c1 біла тура · f1 біла тура · g1 білий король | 1 |
|   | a | b | c | d | e | f | g | h |   |

Атака пішакової меншості — типовий стратегічний прийом, що має за мету викликати послаблення пішакової структури суперника.
На практиці цей прийом найчастіше застосовують у різних варіантах відмовленого ферзевого гамбіту, де відбувається фіксація пішакового ланцюга чорних шляхом розміну центральних пішаків. У сполуці з тиском по напіввідкритій лінії «с», що виникає у результаті розміну білі розпочинають наступ на пішаковий ланцюг чорних (a7(a6) — b7 — c6 — d5) шляхом просування пішаків «а» та «b» (до клітини «b5»).
У разі успішної атаки пішакової меншості білим вдається створити у чорних слабкого пішака (зазвичай пішака «с6») та здійснити прорив своїх фігур до табору суперника.
У сучасний шаховій теорії цей прийом є актуальним та отримав подальший розвиток. Наприклад часто використовують систему з раннім розміном у центрі:
1. d2—d4 d7—d5 2. c2—c4 e7—e6 3. Nb1—c3 Ng8—f6 4. c4xd5 e6xd5, після 5. Bc1—g5 Bf1—e7 6. e2—e3 Nb8—d7 7. Bf1—d3 0—0 8. Ng1—f3 c7—c6 9. 0—0 основний план білих пов'язаний з просуванням b2—b4—b5.
Схожий план часто зустрічається у багатьох варіантах ферзевого гамбіту, захисту Грюнфельда, Німцовича тощо., наприклад:
1. d2—d4 Ng8—f6 2. c2—c4 g7—g6 3. Nb1—c3 d7—d5 4. Ng1—f3 Bf8—g7 5. e2—e3 0—0 6. Bf1—e2 e7—e6 7. 0—0 b7—b6 8. c4xd5 e6xd5 9. b2—b4!, і ферзевий фланг чорних опиняється під сильним тиском.
Методи захисту при атаці пішакової меньшості.
а) Пішакова атака на королівському фланзі
б) Фігурна атака на королівському фланзі